# Piotrosz
Piotrosz, paszczak (Zeus faber) – gatunek ryby z rodziny piotroszowatych (Zeidae).

## Występowanie
Zachodnie wybrzeża Afryki i Europy, Morze Śródziemne, Ocean Spokojny, spotykany również w Oceanie Indyjskim.

## Opis
Osiąga przeciętnie 25–40 cm, maksymalnie 90 cm długości i masę ciała 2–3 kg, maksymalnie do 8 kg.

## Tryb życia
Żyje samotnie lub w małych ławicach, nad dnem piaszczystym lub w strefie otwartej wody, zwykle na głębokościach do 200 m. Zjada małe ryby i głowonogi.

## Znaczenie gospodarcze
Poławiany przypadkowo, głównie przy połowie sardynek.